# Młodzieżowe Mistrzostwa Polski Par Klubowych na Żużlu 1984
Młodzieżowe Mistrzostwa Polski Par Klubowych na Żużlu 1984 – zawody żużlowe, mające na celu wyłonienie medalistów młodzieżowych mistrzostw Polski par klubowych w sezonie 1984. Rozegrano eliminację dla klubów II ligi, dwa turnieje półfinałowe oraz finał, w którym zwyciężyli żużlowcy Kolejarza Opole.

## Finał
- Rybnik, 21 czerwca 1984
- Sędzia: Włodzimierz Kowalski

| Miejsce | Kluby                | Suma | Zawodnicy                                                  | Punkty                                               |
| ------- | -------------------- | ---- | ---------------------------------------------------------- | ---------------------------------------------------- |
| złoto   | Kolejarz Opole       | 27   | Wojciech Załuski Roland Wieczorek Mieczysław Drozd         | 17 (3,3,3,3,3,2) 10 (1,2,1,2,1,3) ns                 |
| srebro  | ROW Rybnik           | 25   | Mirosław Korbel Adam Pawliczek Eugeniusz Skupień           | 1 (u/ns,1,–,–,–,–) 13 (2,3,1,2,2,3) 11 (3,–,3,3,0,2) |
| brąz    | Stal Gorzów Wlkp.    | 21   | Krzysztof Grzelak Ryszard Franczyszyn Mirosław Daniszewski | 7 (3,0,–,–,3,1) 10 (1,2,2,3,2,0) 4 (–,–,3,1,–,–)     |
| 4       | Falubaz Zielona Góra | 19   | Piotr Tomaszewski Marek Glinka Zbigniew Błażejczak         | 15 (2,2,3,2,3,3) 4 (0,0,2,0,2,0) ns                  |
| 5       | Motor Lublin         | 14   | Piotr Styczyński Janusz Łukasik Piotr Mazurek              | 3 (d,1,–,0,1,1) 11 (3,2,2,2,2,d) 0 (–,–,0,–,–,–)     |
| 6       | Polonia Bydgoszcz    | 12   | Ryszard Gabrych Ryszard Dołomisiewicz Krzysztof Ziarnik    | 5 (w,w,1,0,1,3) 0 (u,–,–,–,–,–) 7 (–,1,3,1,u,2)      |
| 7       | Wybrzeże Gdańsk      | 8    | Piotr Szymko Marian Kwidziński                             | 2 (2,0,0,0,0,0) 6 (1,1,1,1,1,1)                      |